# Elaphoglossum rigidum
Elaphoglossum rigidum là một loài dương xỉ trong họ Dryopteridaceae. Loài này được Aubl. Urb. mô tả khoa học đầu tiên năm 1925.